# Elvira Madigan (film 1967 Svezia)
Elvira Madigan è un film del 1967 scritto e diretto da Bo Widerberg, sulla vicenda storica della relazione tra l'acrobata Elvira Madigan e il tenente di cavalleria Sixten Sparre, tragicamente conclusa nel 1889 con un omicidio-suicidio.

## Riconoscimenti
Il film ha vinto il National Board of Review Award al miglior film straniero ed è stato candidato al Golden Globe per il miglior film straniero in lingua straniera.
La protagonista Pia Degermark ha vinto il premio per la migliore interpretazione femminile al 20º Festival di Cannes ed è stata candidata come miglior attrice debuttante ai premi Golden Globe e BAFTA.

## Colonna sonora
La colonna sonora del film, oltre a Le quattro stagioni di Antonio Vivaldi, include l'Andante del Concerto per pianoforte e orchestra n. 21 di Wolfgang Amadeus Mozart, con al piano Géza Anda.
Il disco Deutsche Grammophon del Concerto n. 21 eseguito da Anda venne ri-pubblicato con in copertina una foto di Pia Degermark in costume, tratta dal film.

## Collegamenti ad altre opere
La storia di Elvira Madigan e Sixten Sparre è stata raccontata originariamente da una ballata di Johan Lindström Saxon, non accreditata come fonte di ispirazione di questo film, che si rifà direttamente agli avvenimenti.
È stata inoltre il soggetto di altri due omonimi film: uno del 1943 diretto da Åke Ohberg e un altro del 1967 diretto da Poul Erik Møller Pedersen.